# József Szájer
József Szájer (ur. 7 września 1961 w Sopronie) – węgierski polityk i prawnik, działacz Fideszu, deputowany do Parlamentu Europejskiego V (w 2004), VI, VII, VIII i IX kadencji.

## Życiorys

### Wykształcenie i działalność zawodowa
Ukończył w 1986 prawo na wydziale prawa i nauk politycznych Uniwersytetu im. Loránda Eötvösa w Budapeszcie. Kształcił się także na Uniwersytecie Oksfordzkim, był stypendystą University of Michigan. Pracował jako asystent na budapeszteńskim uniwersytecie i jako nauczyciel. W drugiej połowie lat 90. praktykował jako adwokat.

### Działalność polityczna
W 1988 znalazł się wśród założycieli Związku Młodych Demokratów, na bazie którego powstała partia Fidesz. Od 1990 do 2004 sprawował mandat posła do Zgromadzenia Narodowego. Był m.in. przewodniczącym klubu parlamentarnego Fideszu (1994–2002) i wiceprzewodniczącym parlamentu (2002–2004). Od 1998 do 2002 kierował węgierskim komitetem integracji europejskiej. W 2000 wszedł w skład władz Europejskiej Partii Ludowej. Zasiadał też w Konwencie Europejskim.
W 2004 z ramienia Fideszu został deputowanym do Parlamentu Europejskiego V kadencji, w tym samym roku wybrano go na VI kadencję PE, w której był wiceprzewodniczącym grupy EPP-ED. W wyborach europejskich w 2009, 2014 i 2019 skutecznie ubiegał się o reelekcję.
W listopadzie 2020 ogłosił rezygnację z mandatu eurodeputowanego. Decyzję tę upublicznił wkrótce po tym, jak został złapany przez funkcjonariuszy belgijskiej policji na prywatnej imprezie seksualnej z udziałem około 20 osób (prawie samych mężczyzn) w brukselskiej dzielnicy klubów gejowskich, której zorganizowanie naruszało restrykcje związane z pandemią COVID-19. Polityk miał uciekać przez okno i przy wykorzystaniu rynny, na skutek czego miał doznać obrażeń rąk. W jego plecaku znaleziono narkotyki, sam József Szájer zaprzeczył, by środki te należały do niego. Na miejscu nie okazał dokumentu tożsamości, po odwiezieniu do miejsca zamieszkania wylegitymował się paszportem dyplomatycznym.
1 stycznia 2021 zakończył wykonywanie mandatu europosła.

## Życie prywatne
Żonaty z Tünde Handó, sędzią węgierskiego Trybunału Konstytucyjnego.

## Odznaczenia
Odznaczony brytyjskim Orderem św. Michała i św. Jerzego.